# Omkring en sø i Island
|  | Denne artikel er oprettet af botten Steenthbot ud fra en ekstern database. Den kan derfor have sproglige fejl eller mangler. Denne skabelon kan fjernes efter kontrol af indholdet. |

Omkring en sø i Island er en dansk naturfilm fra 1954.

## Handling
Island er en vulkanø og består derfor hovedsagelig af lava, men ved vandløbene og søerne er der en afvekslende plantevækst og et rigt fugleliv. Ved søen Myvatn ser man den nordiske lappedykker, odinshanen og forskellige anderacer. Der vises også et eksempel på de karakteristiske islandske gårde.